# Холопи (фільм)
«Холопи» — радянський двосерійний телефільм-спектакль 1988 року за однойменною п'єсою П. П. Гнєдича, написаної у 1907 році, що з успіхом йшла до 1926 року. Фільм знятий за участю артистів Малого театру режисером Борисом Львовим-Анохіним, який поставив його спеціально для акторки Олени Гоголєвої.

## Сюжет
Дія відбувається у 1801 році, п'ять картин з хроніки родини князів Плавутіних-Плавунцових, що живе в Петербурзі при дворі імператора Павла I. Перша і третя картини — в будинку княжни Плавутіної-Плавунцової, в Петербурзі; друга — в будинку сенатського чиновника Вєточкіна, на Фонтанці; четверта — в «Ерміті», поблизу заміської дачі княжни; п'ята — на дачі. Стара княжна Плавутіна-Плавунцова прикута до крісла; у неї параліч; слуги возять її по кімнатах. Зі слів дворецького з'ясовується, що вона зовсім не хвора, вона сама прирекла себе на нерухомість через небажання підкорятися самодурним розпорядженням Павла I, який вимагав на вулицях виходити з екіпажу при зустрічі імператора. В її душі живе жорстока образа на імператора, який намагався її принизити, а тепер змусила не підніматися з крісла. У такому стані княжна з підвищеною чутливістю сприймає образи інших.

## У ролях
- Олена Гоголєва — княжна Плавутіна-Плавунцова
- Сергій Маркушев — князь Олександр Павлович, брат її
- Євгенія Глушенко — Ліза, його дружина
- Василь Бочкарьов — князь Платон Олександрович, син князя від першого шлюбу
- Геннадій Карнович-Валуа — Василь Іванович Лисаневич, Санкт-Петербурзький обер-поліцмейстер
- Едуард Марцевич — Вєточкін, сенатський чиновник
- Галина Буканова — Василиса, його дружина
- Олександр Коршунов — Мирошка, його син
- Валентина Свєтлова — Дуня, його дочка
- Тетяна Панкова — Євсеївна, мати Василини Петрівни
- Людмила Щербініна — Агничка, вихованка княжни
- Юлія Буригіна — Міна, камеристка
- Микола Анненков — Венедикт, мажордом
- Олег Мартьянов — Єльников, кріпак живописець і капельмейстер князя
- Афанасій Кочетков — Перейдьонов, колишній кріпак князів Плавутіних
- Анатолій Торопов — Автоном, солдат
- Олег Филипчик — Гришуха, його онук
- Руфіна Ніфонтова — Глафіра, кухарка, незаконнонароджена дочка княжни
- Валерій Носач — Арсентій, шпалерник
- Валентин Маклашін — старий лакей
- Наталя Швець — Матрьошка
- Любов Анікеєва — покоївка
- Марія Стернікова — покоївка
- Олег Куценко — лакей
- Лев Лоскутов — лакей

## Знімальна група
- Режисери — Борис Львов-Анохін, Володимир Семаков
- Оператор — Євген Русаков
- Художник — Андрій Сергєєв